# Phobos (album)
Phobos – dziewiąty studyjny album thrashmetalowego zespołu Voivod. Wydany w roku 1997 przez wytwórnię Slipdisc Hypnotic Records.

## Lista utworów
1. "Catalepsy I" - 1:15
2. "Rise" - 4:56
3. "Mercury" - 5:40
4. "Phobos" - 6:57
5. "Bacteria" - 8:09
6. "Temps Mort" - 1:47
7. "The Tower" - 6:07
8. "Quantum" - 6:38
9. "Neutrino" - 7:42
10. "Forlorn" - 6:01
11. "Catalepsy II" - 1:06
12. "M-Body" - 3:38
13. "21st Century Schizoid Man" (cover King Crimson) - 6:37